# Lupinus fulcratus
Lupinus fulcratus är en ärtväxtart som beskrevs av Edward Lee Greene. Lupinus fulcratus ingår i släktet lupiner, och familjen ärtväxter. Inga underarter finns listade i Catalogue of Life.